# Sierra Nevada

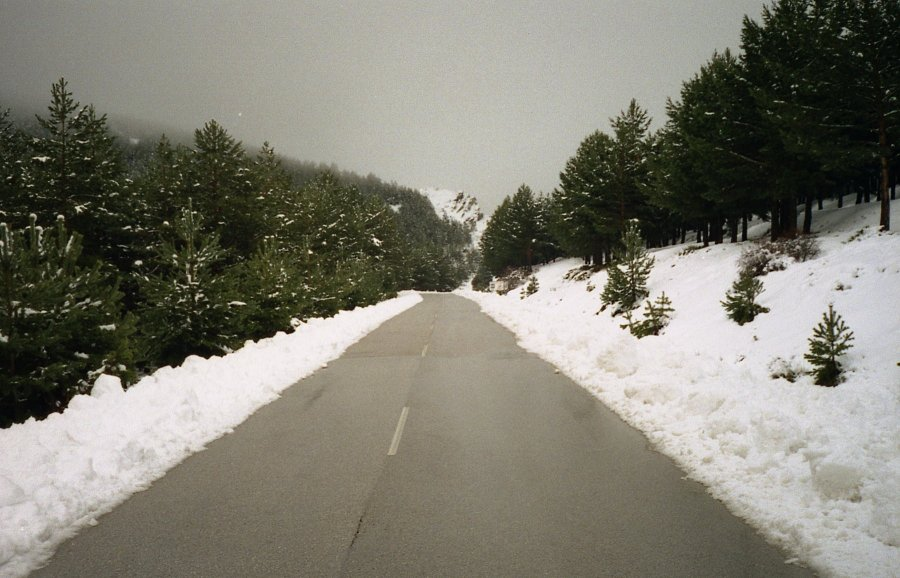
El Puerto de la Ragua (1900 m) v pohoří Sierra Nevada

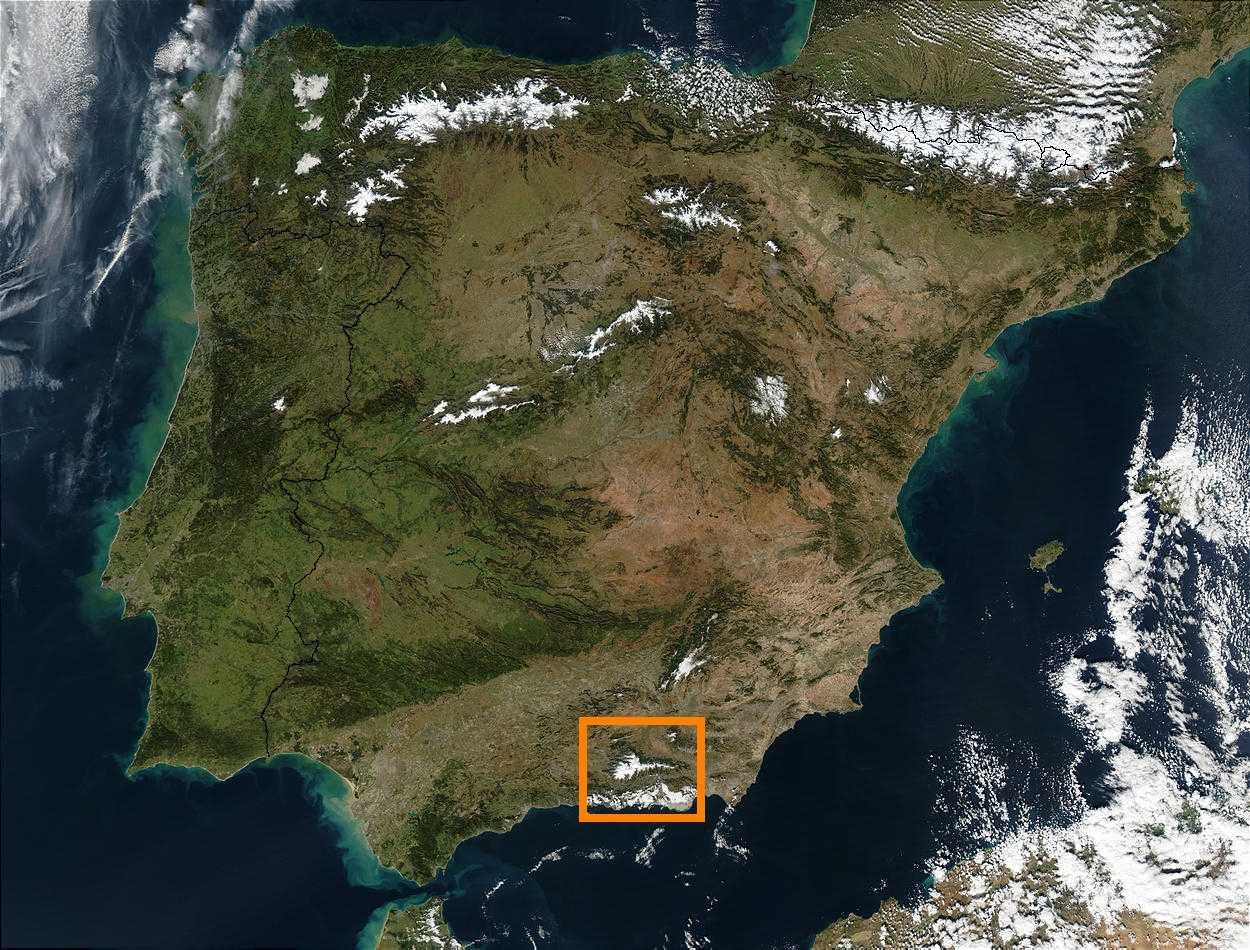
Poloha pohoří Sierra Nevada na Pyrenejském poloostrově

Sierra Nevada je pohoří v Andalusii na jihu Španělska, z části leží v provincii Granada a z části v provincii Almería. V roce 1986 bylo pohoří vyhlášeno jako biosférická rezervace UNESCO a v roce 1999 část území jako národní park. Sierra Nevada je po Alpách nejvyšší pohoří v západní Evropě, vrchol Mulhacén (3479 m), je pak nejvyšším v celém kontinentálním Španělsku. Pohoří nese pro rozpálenou Andalusii logický název, který ve španělštině znamená „sněžné hory“. V podhůří se nachází město Granada a poněkud dále města Málaga a Almería. Na západním svahu hory Veleta je lyžařský areál, nejjižnější v Evropě a nejvýše položený na území Španělska. Na stejném místě ve výšce 2800 metrů n. m. najdeme i astronomickou Observatoř Sierra Nevada.

## Podnebí

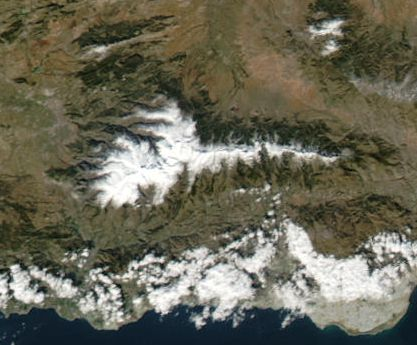
Detailní satelitní snímek pohoří Sierra Nevada

Horká léta a mírné zimy způsobené středomořským klimatem se objevují především v údolích na jižních svazích masivu Las Alpujarras. Severní stráně jsou vyprahlé, téměř polopouštní. Vlhký vzduch od Středozemního moře se přes Sierru Nevadu nedostane. Ve výškách 3000 m a výše se drží sněhová pokrývka od konce října do poloviny května, při obzvláště tuhých zimách až do července. Rozdíly teplot mezi nejvyššími vrcholy a nížinou dosahují i 25 °C. Což sebou přináší rozmanité možnosti pro turistiku. Např. lyžování na svazích hor, kombinované s koupáním v moři třeba o hodinu později. Pro návštěvu masivu a jeho podhůří Las Alpujarras, je nejvýhodnější období březen - červen, kdy ještě do oblasti nedorazila silná vedra (až 40 °C). Říjen i listopad jsou již mírnější, i když vegetace je po horkém létě již značně vyprahlá. Návštěva nejvyšších poloh je ideální během léta, kdy na horách neleží sníh. I v létě zde však mohou padat ojediněle sněhové přeháňky. Poměrně často se zde v letních měsících vyskytují husté mlhy a viditelnost se prudce zhoršuje zapříčiněním jemného prachu. Často udeří i bouřky.

## Geologie
Pohoří je složeno z krystalických břidlic, v nižších částech z pískovců. V některých oblastech vystupují na povrch vápence a dolomity. Nejvyšší vrchol Mulhacén nesl donedávna malý ledovec, památku nejjižnějšího čtvrtohorního zalednění v Evropě. Spekuluje se, zda sněhové pole nacházející se na severu vrcholového hřebenu, je jeho pozůstatkem.

## Geografie
Uprostřed horského pásma Sierra Nevada se táhne od jihozápadu k severovýchodu hřeben. Na jižní straně se nachází několik dlouhých a přímých říčních údolí vedoucích k jihozápadu, oddělených dílčími hřebeny, které padají až do vyhlášené oblasti Las Alpujarras. Ze severní strany Alcazaby a Mulhacénu odvádí vodu řeka Río Genil, svahy jsou zde podstatně strmější, údolí mají méně pravidelnou orientaci. Za Genilem směrem na sever leží už jen jeden hřeben Loma de los Papeles, se stejnojmennou horou.

## Vrcholy

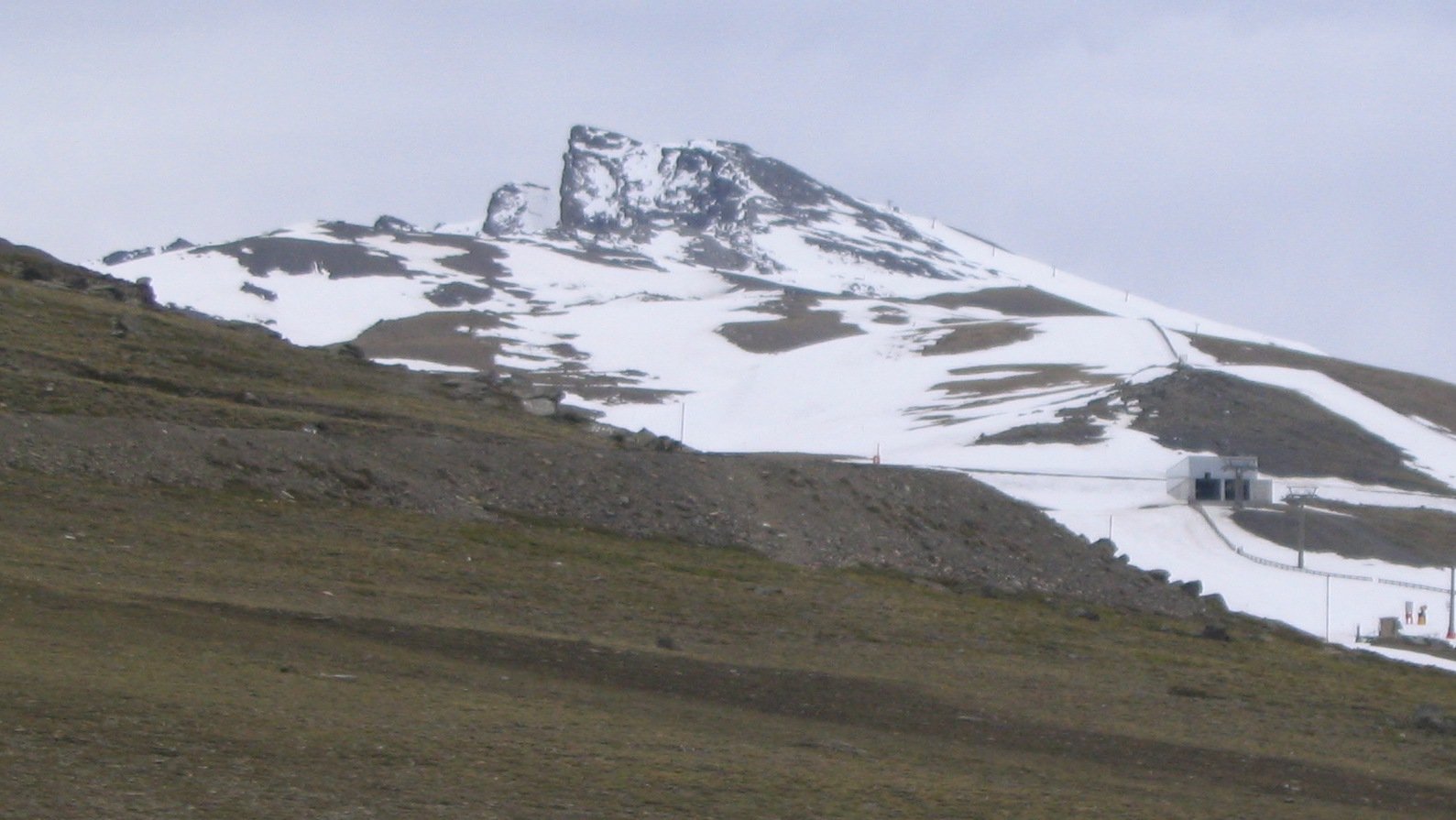
Pico Veleta - 3393 m

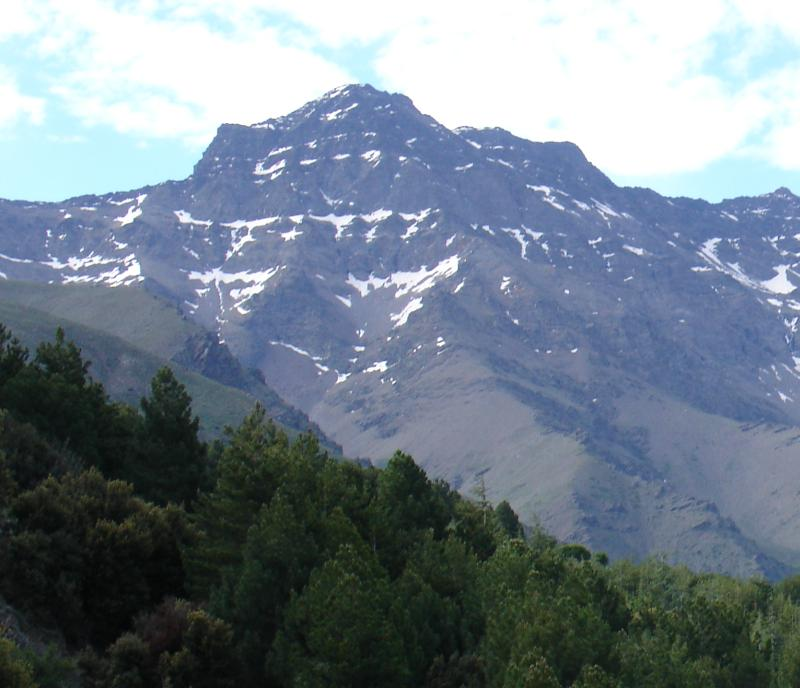
Pico Alcazaba - 3371 m

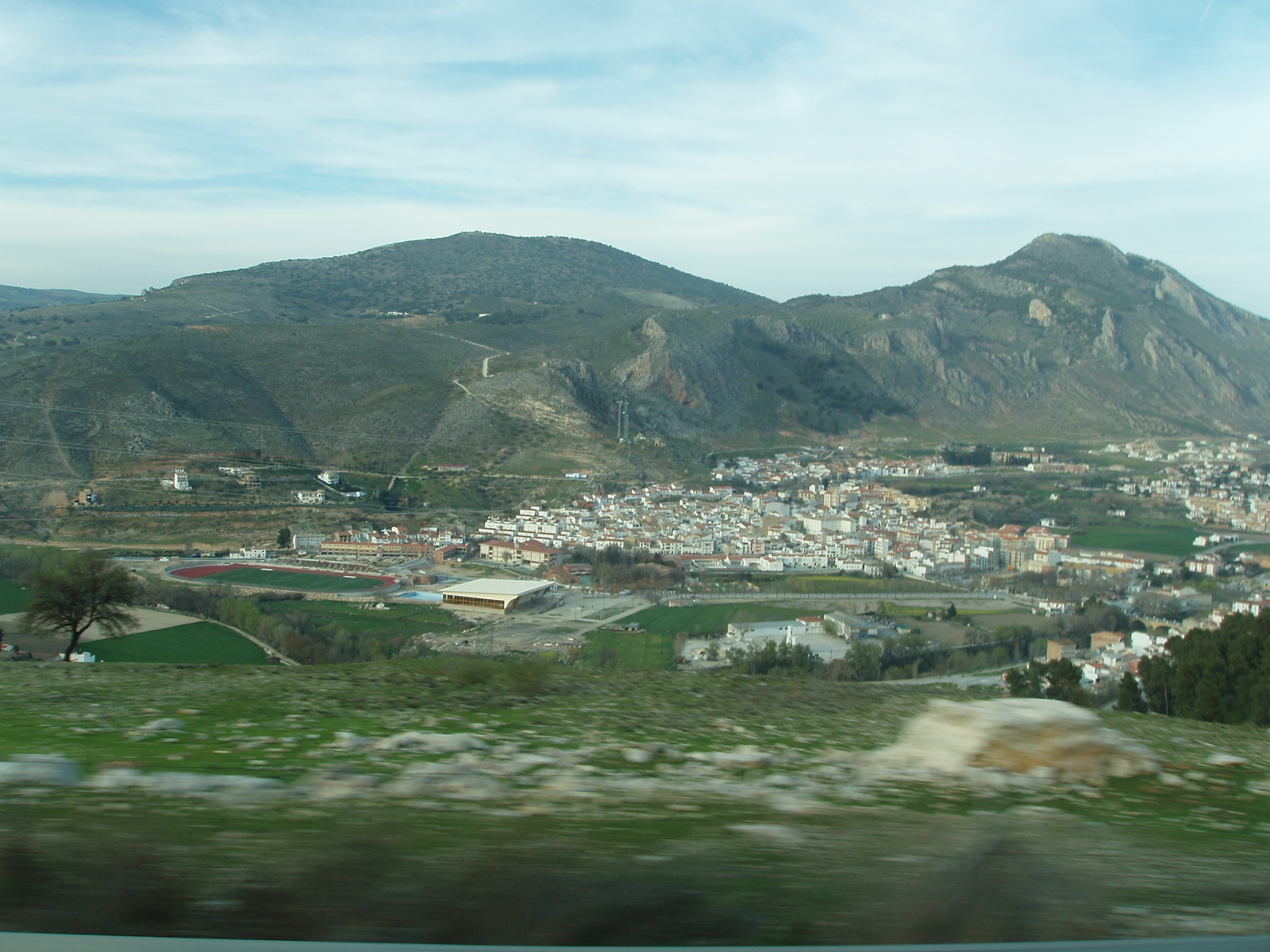
Las Alpujarras

Výstup na nejvyšší vrchol Mulhacén zabere jen několik hodin. Jedná se o překonání pouhých několik desítek metrů převýšení. Centrální hřeben však za jeden den přejít nelze. Celý leží ve výšce nad 3000 m a k severu spadá strmě do doliny Valle de la Estrella. Mnoho hlavních vrcholů je díky parkovišti na vrcholu Veleta snadno dostupných. Jelikož tu není povolené táboření, turisté využívají údolí Cañada de Siete Lagunas a Laguna de Vacares.
| Hlavní vrcholy pohoří Sierra Nevada |                 |
| Vrchol                              | Nadmořská výška |
|                                     |                 |
| Mulhacén                            | 3480 m          |
| Veleta                              | 3393 m          |
| Alcazaba                            | 3371 m          |
| Cerro los Machos                    | 3324 m          |
| Puntal de Siete Lagunas             | 3248 m          |
| Puntal Caldera                      | 3226 m          |
| Pico de Elorrieta                   | 3206 m          |
| Crestones Río Seco                  | 3198 m          |
| Loma Pelada                         | 3187 m          |
| Cerro Pelado                        | 3179 m          |
| Tajos de la Virgen                  | 3160 m          |
| Cartujo                             | 3152 m          |
| Pico del Cuervo                     | 3151 m          |
| Atalaya                             | 3148 m          |
| Puntal de Vacares                   | 3143 m          |
| Cerro Rasero                        | 3139 m          |
| Tajos del Nevero                    | 3120 m          |
| Raspones Río Seco                   | 3120 m          |
| Tajos Altos                         | 3111 m          |
| Picón de Jeres                      | 3090 m          |
| Tajo de los Machos                  | 3088 m          |
| Cerrillo Redondo                    | 3058 m          |
| Juego de Bolos                      | 3018 m          |
| Caballo                             | 3013 m          |
| Monte Chullo                        | 2606 m          |
| Peñon de Polarda                    | 1200 m          |

## Vodstvo

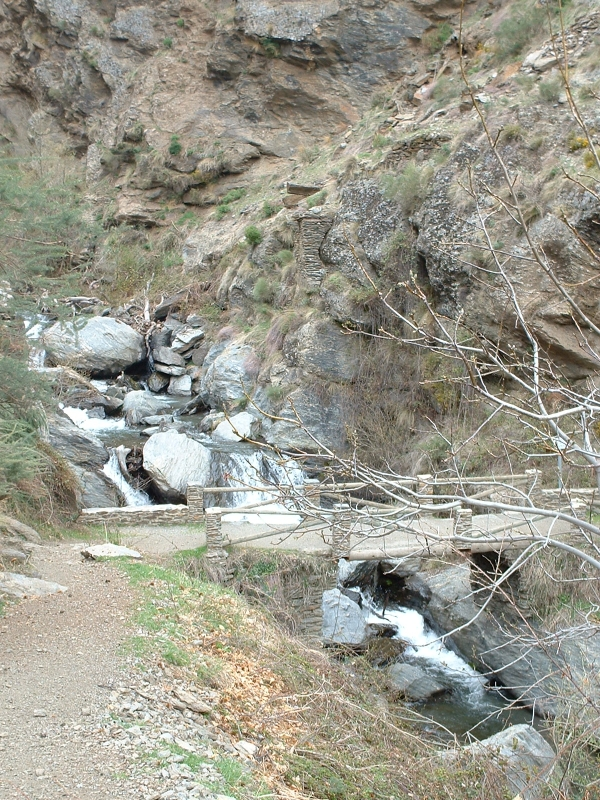
Río Poqueira

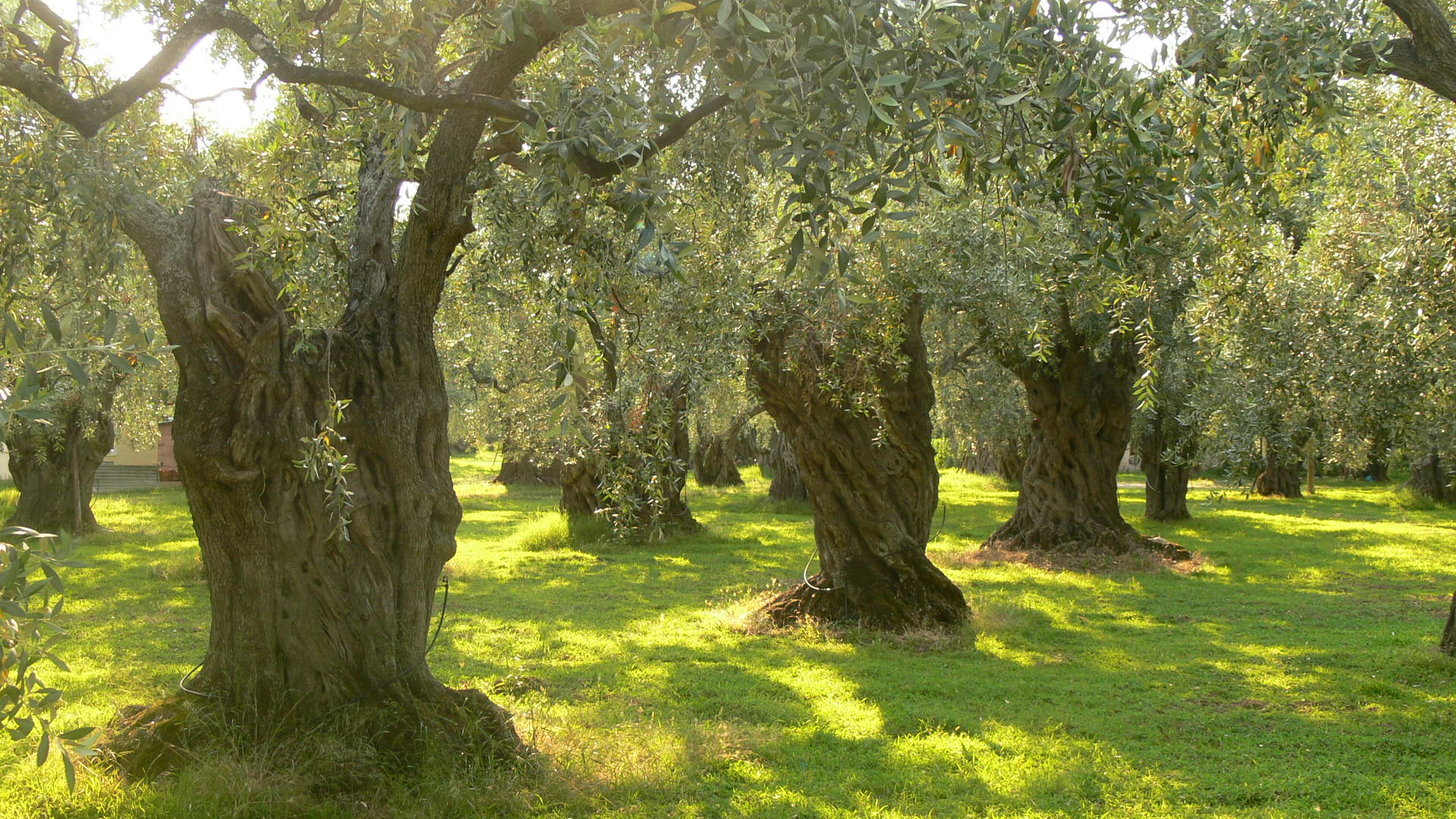
olivovníky

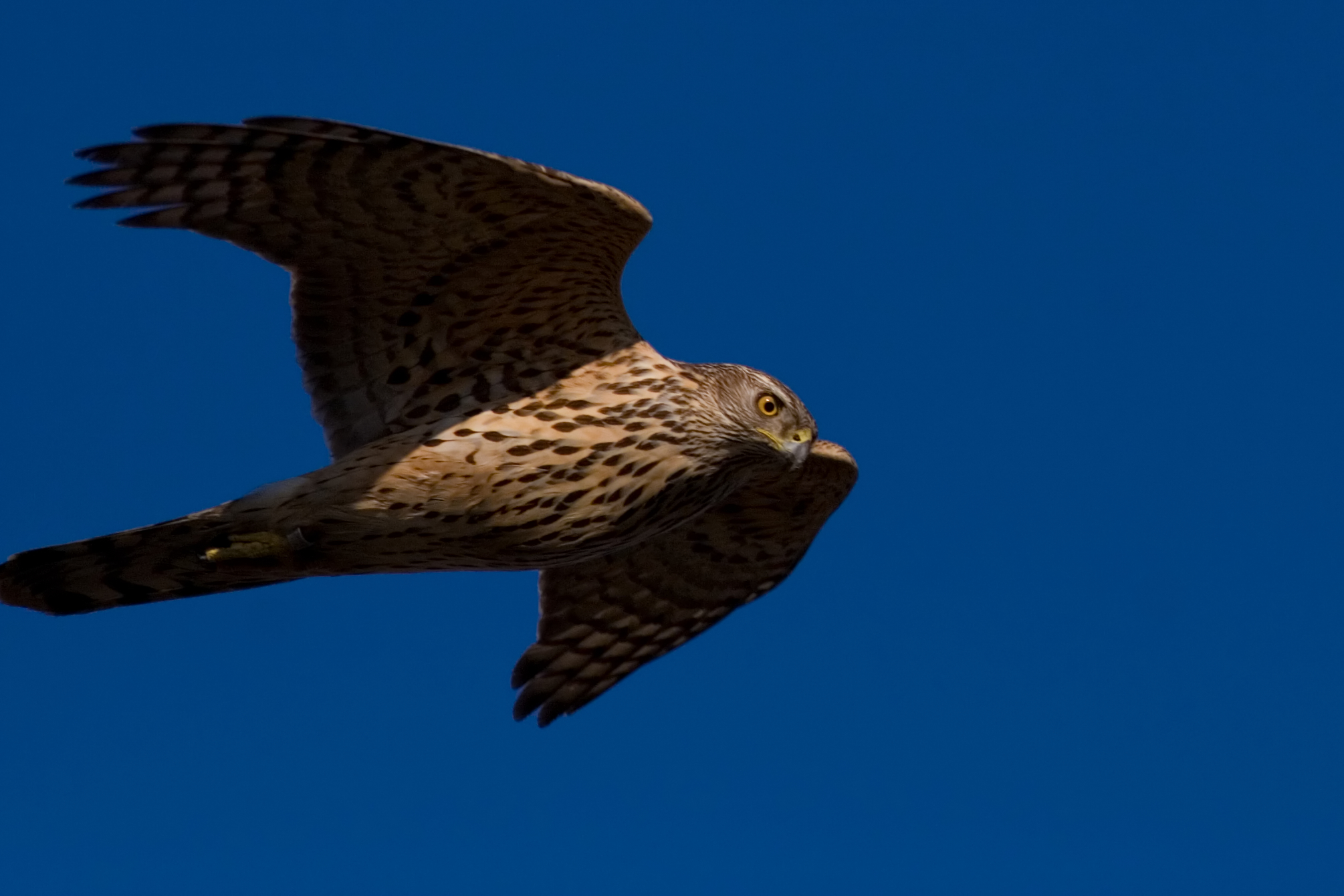
Jestřáb lesní

Ve vyšších polohách je vody jen málo. Jedinou výjimkou je údolí Cañada de Siete Lagunas pod nejvyšším vrcholem Mulhacénu. Zde se nalézá soustava několika ples ze kterých vytéká malý potůček počase ústící do Río Trevélez. Na opačné, západní straně Mulhacénu jsou další dvě jezírka - Laguna de la Caldera a Laguna de Río Seco u Mendézovy chaty. Na severu hory je menší pleso Laguna de la Mosca. Silné prameny jsou přivedeny do nížin dlouhými akvadukty.

## Příroda

### Flora
Celý masiv působí velmi suše a vyprahle. V nejnižších pásmech, především v masivu Las Alpujarras, byly v 19. století lesní porosty masivně káceny kvůli výrobě dřevěného uhlí. Dalším zásahem byla epidemie moru na konci 19. stol. Opuštění vinic a půda, která neobděláváním nebyla schopna zadržovat vláhu, degradovala oblast v jakousi polopoušť. Na uměle zavlažovaných půdách a v údolích řek vidíme pěstovat zejména olivy, bavlnu, citrusy a jiné subtropické rostliny. Hojně pěstované jsou tu také fíkovníky a mandloně. V údolích rostou na mnoha místech topoly. Severní svahy pohoří jsou porostlé vyprahlými borovými lesy. Zdejší montánní pásmo se rozkládá ve výškách od 1200 do 2000 m. Převládající dřevinou je zde kaštanovník setý nebo dub. Od 1500 m rostou nízké a skoro bezlisté pichlavé xerofyty (kozinec, kručinka chlupatá a jiné). Lesy ve výšce kolem 1600 m jsou zastoupeny dubem. Od 2000 m se nachází alpinské pásmo se zakrslými dřevinami a keři jako je jalovec, písečnice aj. Z několika druhů trav je nejčastější kostřava. Ve výšce 2800 m rostou na loukách např. fialky (Viola nevadensis) či jitrocel. Rostliny - skalničky ve výškách přes 3000 m jsou bohatě reprezentovány druhy jako jsou pryskyřník, lomikámen, horská lnice atd. Hřeben Mulhacénu je porostlý již jen polopouštním travinami a pichlavými travami.

### Fauna
V masivu Sierra Nevada se nacházejí různé druhy ptactva. Zastoupení zde mají jak středomořské tak severoafrické druhy, pro které je ovšem většinou moře nepřekonatelnou překážkou. Výjimkou jsou dobří letci. Do severoafrické fauny patří zejména hmyz (např. střevlíček). Z větších zvířat jsou tu kamzík, kozorožec ale i divoké prase, jezevec, liška, kočka divoká a další. Z dravců se zde můžeme setkat s orlem skalním, výrem velkým, jestřábem lesním nebo supem.

## Národní park
V roce 1989 byl vyhlášen Přírodní park (Parque natural de Sierra Nevada) o rozloze 169 239 ha. 11. ledna 1999 vznikl nový Národní park (Parque nacional de Sierra Nevada) na nejhodnotnějších částech přírodního parku. Nový národní park má rozlohu 86 208 hektarů a je obklopen přírodním parkem.

## Dostupnost a turismus

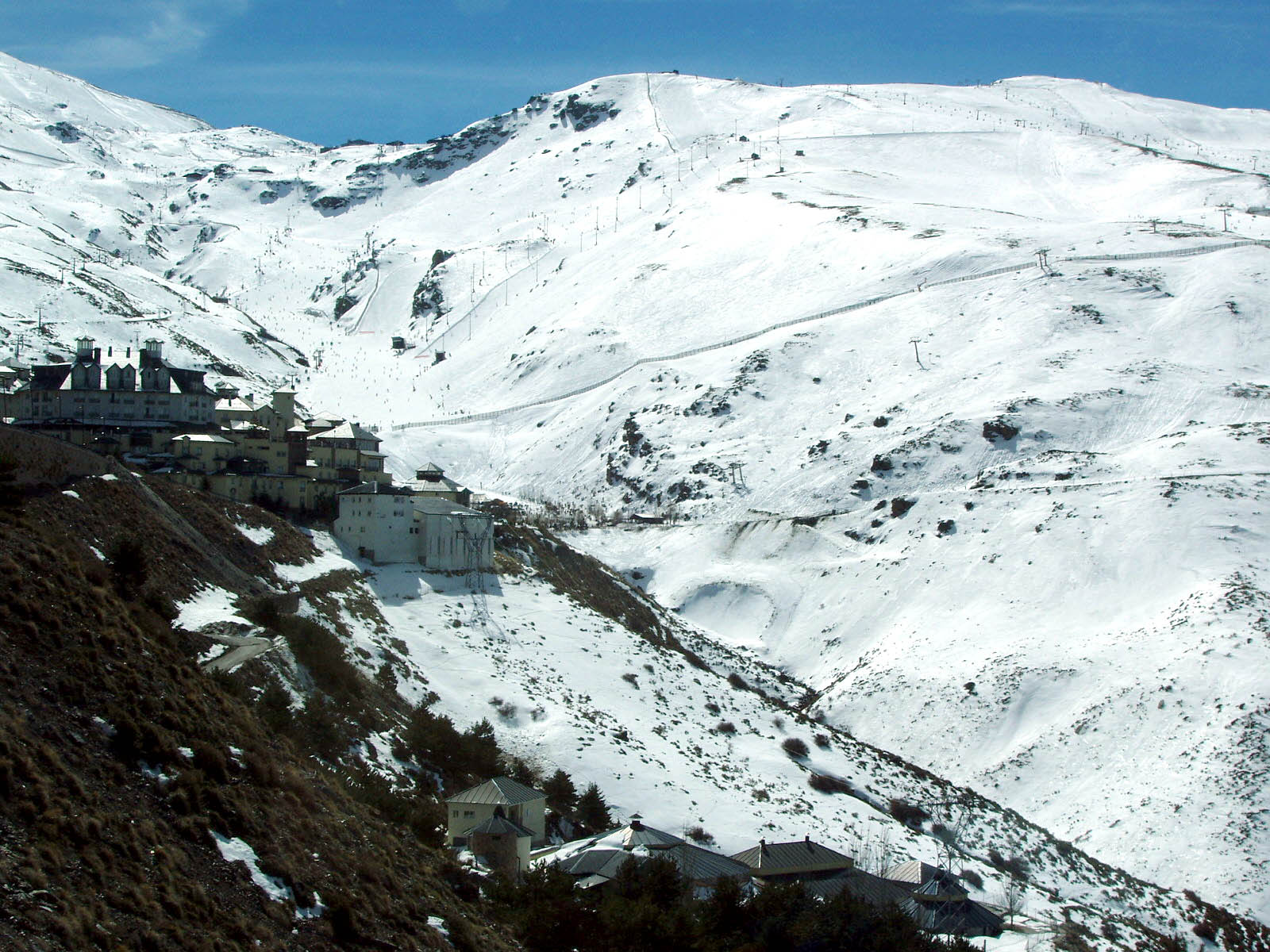
lyžařský areál Pradollano

Pohoří Sierra Nevada je oblíbené zejména u lyžařů. Naopak pro svou vyprahlost a je celkem neoblíbená mezi turisty a vyznavačí trekingu. Je zde několik zimních středisek rovnající se těm v Alpách. Ta bývají v provozu většinou 3/4 roku. Zimním sportům se je zde možné věnovat zhruba zpočátku dubna. Zdejší lyžařské středisko Pradollano je s železnou pravidelností dějištěm světového poháru v alpském lyžování. V roce 1996 se zde konalo dokonce mistrovství světa.
Celá tato horská oblast kopírující Středozemní moře se vyznačuje vysokými teplotami a výborným počasím. Za příznivých podmínek je dokonce vidět pobřeží s plážemi. V Granadě začíná nejvýše položená silnice v Evropě, která má 46 km ostrých zatáček a její konec je pod vrcholem Veleta (3398 m). Autobusem z Granady se do místních lyžařských center dostanete, vzhledem k převýšení, za zhruba 2,30 hod. Vystoupit z autobusu nebo zaparkovat auto můžete v lyžařském areálu Pradollano, kde je zároveň začátek lanové dráhy. Dál na východ po úbočí hory ve výšce kolem 3000 m pokračuje již pouze prašná neupravovaná silnice (či cesta) a kopíruje masiv Mulhacénu a klesá k jihu poblíž vesnic Capileira, Pampaneira a Bubión. Po té se však již běžně nejezdí.